# Jouko Lindstedt
Jouko Lindstedt (Hélsinki, 15 de juliol de 1955) és un lingüista i informàtic finlandès, professor a l'Institut sobre Eslavística i Baltologia de la Universitat de Helsinki (Finlàndia).
Ha treballat sobre la semàntica de la llengua búlgara i també s'ha ocupat de la llengua auxiliar internacional esperanto. És membre de l'Akademio de Esperanto i és conegut per haver proposat una estimació (aproximada) del nombre de parlants d'esperanto al món el 1996.
Segons Lindstedt:
- 1 000 persones la tenen com a llengua materna
- 10 000 persones la parlen fluidament
- 100 000 persones són capaces de fer-la servir per a la comunicació d'una manera eficaç
- 1 000 000 persones coneixen algun dels seus elements
- 10.000.000 persones, l'han estudiat alguna vegada (aquesta va ser una proposta d'Edmund Grimley Evans)

També és autor d'un diccionari de termes quotidians, Hejma vortaro, i coautor del Manifest de Raŭmo.
L'any 2000 la revista La Ondo de Esperanto el va escollir Esperantista de l'Any, juntament amb Hans Bakker i Mauro La Torre.

## Obres
- Finnish contributions to the 14th International Congress of Slavists: Ohrid, September 10-16, 2008. Helsinki: Institute for Russia and Eastern Europe, 2008, 257 p. (Studia Slavica Finlandensia; 25).
- Finnish Contributions to the 13th International Congress of Slavists, Ljubljana, August 15–21, 2003. Venäjän ja Itä-Euroopan instituutti, 2003, 277 p. (Studia Slavica Finlandensia; 20)
- Hejma vortaro: Vortareto de hejmaĵoj en Esperanto. Rotterdam: Universala Esperanto-Asocio, 1999, 62 p.
- Studia Slavica Finlandensia in Congressu XII Slavistarum Internationali Cracoviae Anno MCMXCVIII Oblata. Tomus XV. Venäjän ja Itä-Euroopan instituutti, 1998, 168 p. (Studia Slavica Finlandensia; 15)
- On the semantics of tense and aspect in Bulgarian. Helsingin Yliopisto, 1985, 320 p. (Slavica Helsingiensia; 4)